# Hemipristis elongata
Hemipristis elongata е вид акула от семейство Hemigaleidae. Видът е уязвим и сериозно застрашен от изчезване.

## Разпространение и местообитание
Разпространен е в Австралия (Западна Австралия, Куинсланд и Северна територия), Бахрейн, Виетнам, Джибути, Египет, Еритрея, Йемен, Индия, Индонезия (Ява), Иран, Катар, Китай, Кувейт, Мадагаскар, Мозамбик, Обединени арабски емирства, Оман, Пакистан, Саудитска Арабия, Сомалия, Судан, Тайланд, Танзания, Филипини и Южна Африка.
Обитава крайбрежията на морета и заливи в райони с тропически климат. Среща се на дълбочина от 1 до 130 m, при температура на водата от 20,4 до 28,2 °C и соленост 34,3 – 35,4 ‰.

## Описание
На дължина достигат до 2,4 m.
Популацията на вида е намаляваща.